# 음악풍경
음악풍경은 KBS 클래식FM에서 2005년 10월 24일부터 2015년 6월 12일까지 방송했던 월드 뮤직, 클래식 전문 라디오 프로그램이다.

## 역대 방송시간
※ 방송 기간 중 KBS 클래식FM 생방송과 더불어서 2010년 4월 24일부터 2014년 9월 21일까지 KBS 1라디오에서, 2014년 9월 22일부터 2015년 6월 12일 폐지 때까지 KBS 해피FM에서 본방송을 하기도 했다.
| 방송 채널    | 방송 기간                          | 방송 시간                        | 비고          |
| ------------ | ---------------------------------- | -------------------------------- | ------------- |
| KBS 클래식FM | 2005년 10월 24일 ~ 2009년 4월 24일 | 평일 밤 12:00 ~ 새벽 1:00        | 생방송        |
| KBS 클래식FM | 2011년 1월 3일 ~ 2015년 6월 12일   | 평일 밤 12:00 ~ 새벽 1:00        | 생방송        |
| KBS 클래식FM | 2009년 4월 27일 ~ 2010년 12월 31일 | 화~토요일 새벽 2:00 ~ 새벽 3:00  | 생방송        |
| KBS 1라디오  | 2010년 4월 24일 ~ 2014년 9월 21일  | 일, 월요일 새벽 2:00 ~ 새벽 3:00 | 1R 본방송     |
| KBS 해피FM   | 2014년 9월 22일 ~ 2015년 6월 12일  | 화~토요일 새벽 2:00 ~ 새벽 3:00  | 해피FM 본방송 |

## 역대 DJ
- 2005년 10월 24일 ~ 2007년 4월 13일 : 장일범
- 2007년 4월 16일 ~ 2008년 4월 18일 : 윤인구 아나운서
- 2008년 4월 21일 ~ 2008년 11월 14일 : 백정원 아나운서
- 2008년 11월 17일 ~ 2010년 12월 31일 : 이상협 아나운서
- 2011년 1월 3일 ~ 2014년 12월 31일 : 전기현

## 지역 프로그램 (생방송 한정)
| 프로그램                    | 지역       | 방송국  | 진행자 | 주파수     |
| --------------------------- | ---------- | ------- | ------ | ---------- |
| 청소년을 위한 한밤의 클래식 | 울산광역시 | KBS울산 | 오보람 | FM 101.9㎒ |

※ 원래는 전국방송이었으나, 2015년 1월 1일부터 생방송 시간대에 한해서 일부지역 자체방송으로 바뀌었다.